# Bertrichamps
Bertrichamps is een gemeente in het Franse departement Meurthe-et-Moselle (regio Grand Est). De plaats maakt deel uit van het arrondissement Lunéville. Bertrichamps telde op 1 januari 2022 1.067 inwoners.

## Geografie
De oppervlakte van Bertrichamps bedroeg op 1 januari 2022 19,66 vierkante kilometer; de bevolkingsdichtheid was toen 54,3 inwoners per km².

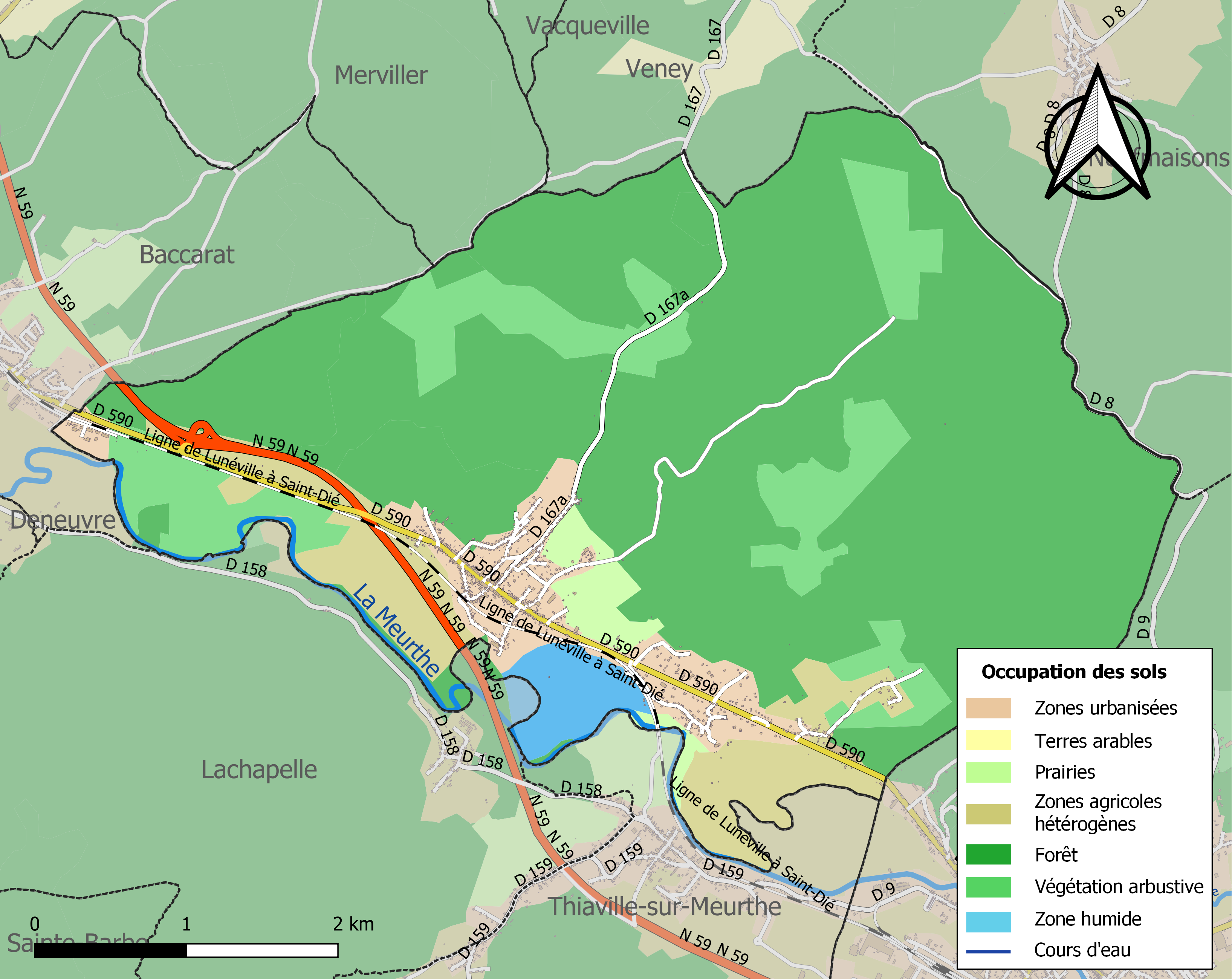
Kaart van de gemeente met de belangrijkste infrastructuur, bodemgebruik en omliggende gemeenten

## Demografie
Onderstaande figuur toont het verloop van het inwonertal (bron: INSEE-tellingen).